# Antoinette Guhl
Antoinette Guhl, née le 10 juin 1970  à Thionville (Moselle), est une femme politique française.
Membre du parti Les Écologistes, elle est sénatrice de Paris depuis le 24 septembre 2023.

## Parcours politique
En 2014, elle se porte candidate écologiste dans le 20ᵉ arrondissement aux élections municipales et est élue Maire-adjointe de Paris en charge de l’économie sociale et solidaire, de l’innovation sociale et de l’économie circulaire.
En 2017, elle est nommée ambassadrice de l’économie circulaire, par le ministre de la Transition écologique et solidaire et anime les ateliers de préparation de la loi AGEC.
En 2020, en première position de la liste "L'Écologie pour Paris" dans le 20eme arrondissement, elle est élue conseillère de Paris et vice-présidente de la Métropole du Grand Paris, déléguée à la Nature en ville, à la Biodiversité et à l’Agriculture métropolitaine.
Le 24 septembre 2023, elle est élue au Sénat au sein du groupe Écologiste - Solidarité et Territoires,. Elle est nommée vice-présidente de la commission des Affaires économiques.
Rapporteuse de la mission sénatoriale sur le scandale des eaux minérales naturelles vendues en bouteille, elle dénonce une tromperie commerciale et demande la mise en place d'une Commission d'enquête parlementaire.